# Trifolium atlanticum
Trifolium atlanticum är en ärtväxtart som beskrevs av John Ball. Trifolium atlanticum ingår i släktet klövrar, och familjen ärtväxter. Inga underarter finns listade i Catalogue of Life.